# Geraldo Morais Quintão
Geraldo Morais Quintão (Jaguaraçu, 18 de abril de 1909 - 18 de fevereiro de 2010) foi um político brasileiro do estado de Minas Gerais. Foi deputado estadual em Minas Gerais por três mandatos, durante a 5ª, 6ª e 7ª Legislaturas (1963-1975), sendo eleito pelo PSP em seu primeiro mandato, e pela ARENA nos demais.